# Frédéric Berthet
Pour les articles homonymes, voir Berthet.
Œuvres principales
Daimler s'en va
Frédéric Berthet, né le 20 août 1954 à Neuilly-sur-Seine et mort le 25 décembre 2003 à Paris, est un écrivain français.

## Biographie

### Origines
Son père, André Berthet, fonde au lendemain de la Libération un groupe de presse, La Vie des métiers, qu'il fait prospérer au fil des années. Deux suppléments mensuels, Pour vous Monsieur et Pour vous Madame, lui sont associés en 1950. En 1961, la trahison de son associé, à part égale, le contraint à vendre à son tour la sienne en 1962.[réf. nécessaire]

### Formation et débuts
Élève brillant, Frédéric Berthet entre en hypokhâgne au lycée du Parc de Lyon, puis intègre l'École normale supérieure de la rue d'Ulm (1974-1977). 
C'est à cette époque qu'il rencontre Roland Barthes puis Philippe Sollers, avec lesquels il se liera d’une amitié profonde et exigeante. C’est d’ailleurs dans la revue du premier, Communications, qu’il publie un de ses premiers textes, un entretien avec Sollers intitulé « Conversation à Notre-Dame », réalisé au moment de l’élection de Jean Paul II.
Pierre Bayard, l'un de ses camarades de la rue d'Ulm et ami, dit de lui : « Il avait une aura fascinante, de par ses fréquentations prestigieuses : Barthes, Sollers, Julia Kristeva... Mais surtout, il était très drôle. [...] Grâce à lui j'ai découvert Fitzgerald, Philip Roth, Brautigan, Evelyn Waugh... »

### Carrière
De 1984 à 1987, il est attaché culturel à New York, où il rencontre Jean Echenoz, qui devient un ami proche.
Obsédé par la littérature, comme Kafka (une de ses grandes références), il ne publie cependant que cinq livres de son vivant, en l'espace de dix ans. Simple journée d'été, que l'auteur définit lui-même comme une « suite » de nouvelles, au sens musical du terme, paraît chez Denoël dans la collection « L'Infini », en janvier 1986. Fait notable, cette première publication ne comporte aucune mention de genre ou de format littéraire.
Daimler s'en va, nouvelle incursion sur le « territoire romanesque », toujours selon ses propres termes, est publié dans la même collection, désormais chez Gallimard, en mai 1988. Le livre, salué notamment dans Le Monde par Bertrand Poirot-Delpech, qui lui consacre l'intégralité de son feuilleton, connaît un large succès critique. Dès lors, et bien que le titre de ce roman invite à la réflexion comme le dernier mot de son récit au silence, chacun des livres de Frédéric Berthet est attendu avec curiosité.
En janvier 1993 paraissent simultanément Felicidad, second recueil de nouvelles (le bandeau de la collection « L'Infini » précise : « Nouvelles du front »), et Paris-Berry (celui de la collection « Blanche » : « Contre-attaque »), bref récit tout aussi inclassable que les précédents, mais qui suscite dans la presse une vague d'interrogations, sinon d'indignations : un rien désinvolte, cette irruption dans la collection mythique de Gallimard est-elle une provocation ?
Dernier livre publié, Le Retour de Bouvard et Pécuchet paraît aux éditions du Rocher en mars 1996.
Frédéric Berthet avait commencé à écrire dès l'année 1970, alors qu'il avait 16 ans. Au fil de ces trente-trois années, son activité littéraire s'exerça sous de multiples formes : essais, conférences, communications, entretiens, traductions, articles et chroniques de presse. Leur lecture révèle aujourd'hui que chacune de ces manifestations participe d'une même actualité de pensée : la réalisation d'un « programme » formulé dès 1970 et resté en suspens au lendemain de sa disparition. Mais toute sa vie baigna dans la littérature, à la lumière de cette phrase décisive et tragique de Kafka qu'il aimait tant : « Car je ne veux être tout entier que littérature. »

Ce dont témoigne le Journal de Trêve, assemblage posthume de textes écrits entre 1979 et 1982, dont les quatre cahiers ont été réunis par son ami intime, le graveur Norbert Cassegrain, qui les a remis à Philippe Sollers pour la publication en 2006. Ce journal littéraire est une sorte d'immense « work in progress », le chantier d'un roman à venir où s'accumulent des notes prises sur le vif. Tentative douloureuse et avortée. Aux gros romans – qu’il n’a jamais écrits –, Frédéric Berthet préférait la minceur des nouvelles. Mais ce journal a apporté un nouvel éclairage sur l'œuvre et sur l'homme, un mélange de fêlure et d'immense gaieté dans le désespoir : 

« Sur l'apparente légèreté des livres à venir, ce pavé jette une lumière noire : le sexe et la mort, ou l'idée de l'une et de l'autre, y mènent le bal. On voit la douleur se masquer d'humour. Le mot-clé, chez Berthet, c'est la grâce : plus rare que l'élégance, moins encombrante que le génie. »

Sa correspondance (entre 1973 et 2003), publiée posthume (La Table ronde, 2011), en témoigne également, à travers de longues missives ou billets lapidaires, souvent drôles ou tendres, pleines de facéties, insolites, parfois bouleversantes. Berthet y apparaît comme un « paria intelligent », selon ces mots de Vigny dans Chatterton, qu'il aimait citer. Ces lettres laissent également apparaître l'ami qu'il fut pour Roland Barthes, Philippe Sollers, Michel Déon, Jean Echenoz, Patrick Besson, Pierre Bayard, Éric Neuhoff et bien d'autres.

### Mort
Frédéric Berthet vivait depuis 1993 à Chambon-sur-Voueize. Il meurt seul en chutant dans son appartement de la rue Tournefort, dans le 5e arrondissement de Paris, le soir du 25 décembre 2003.

## Commentaire
Victor Pouchet écrit :

« Berthet livre sa fragilité, ses difficultés à écrire, ses réflexions littéraires, il parle de l'ouverture de la pêche et cite Fitzgerald et Brautigan. Le ton est celui d'une conversation tour à tour légère, profonde et cocasse. L'épistolier ressemble au romancier, qui ressemble à ses personnages, déconcertants toujours... Le problème avec Berthet, c'est qu'on aimerait noter et citer chacune de ses phrases où il semble à chaque fois si présent ; par l'humour, il résiste au “piège du langage” et au tragique des événements. »

## Hommage
Dans son roman Mort aux girafes (Le Tripode, 2021), Pierre Demarty (normalien et ayant vécu à New York, comme Berthet), lui rend implicement hommage, puisque ses quatre personnages homonymes répondent tous au nom de Frédéric Berthet ; le premier se suicide au début du livre, et lit Daimler s'en va (l’unique roman publié par l’écrivain Frédéric Berthet) — texte qui met en scène, comme Mort aux girafes (titre faisant écho à l’injonction « Que les girafes meurent » proférée, peu avant qu’il ne plie définitivement bagage, par le personnage de Daimler), « un détective privé dont les affaires ne marchaient pas rond » (la phrase se trouve et chez Demarty et chez Berthet). L’ouvrage s’ouvre d'ailleurs sur la mise en exergue d’une phrase de Berthet : 

« D’une certaine façon, il existe des êtres qui ne se développent pas : il n’est pas de leur nature, ni de leur volonté, de le faire. »

## Publications
- Simple journée d'été (nouvelles), Paris, Denoël, coll. « L'Infini », 1986 ; rééd. Denoël, coll. « Romans français », 2006 ; rééd. Paris, La Table Ronde, coll. « La petite vermillon », 2019.
- Daimler s'en va (roman), Gallimard, coll. « L'Infini », 1988 (prix Roger-Nimier 1989) ; rééd. Paris, La Table Ronde, coll. « La petite vermillon », 2011, 2018.
- Felicidad (nouvelles), Paris, Gallimard, coll. « L'Infini », 1993 (Prix de la nouvelle de l'Académie Française 1993) ; rééd. Paris, La Table Ronde, coll. « La petite vermillon », 2013, 2023.
- Paris-Berry (récit), Paris, Gallimard, coll. « Blanche », 1993 ; rééd. Paris, La Table Ronde, coll. « La petite vermillon », 2013, 2023.
- Le Retour de Bouvard & Pécuchet, Paris, Éditions du Rocher, 1996 ; rééd. Paris, Belfond, « Domaine Français - Remake », 2014[6].

### Éditions posthumes
- Journal de Trêve (Journal littéraire 1979-1982), suivi de Lettre à Saul Bellow, Paris, Gallimard, coll. « L'Infini », 2006.
- Correspondances 1973-2003 (choix de lettres), Paris, La Table Ronde, coll. « Vermillon », 2011.

### En revues
- Rouge, Blanc, Noir & Or (nouvelle), La Nouvelle Revue française no 580, Paris, Gallimard, 2007.
- The Book of Truce (extraits du Journal de Trêve, trad. Linda Coverdale), The Reading Room no 7, New York : Great Marsh Press, 2007.
- La Petite en enfer (nouvelle), Décapage, no 33, Paris, La Table Ronde, 2008.
- En paix (chronique de presse), Décapage, no 43, La Table Ronde, 2011.
- Ce qu'ils appelaient désespoir (nouvelle),, Paris, Gallimard, L'Infini no 121, 2012.
- Time-Lapse (extraits de Préparatifs de roman 1976-1979), revue singulière, l'éditeur singulier, 2013.
- Notes & Fragments, 1982 (Inédits), accompagné de « Le mystère Frédéric Berthet » par Jean-Luc Bitton, Schnock n° 46, printemps 2023.